# 어랑군
어랑군(漁郞郡)은 조선민주주의인민공화국 함경북도 서쪽 끝에 위치한 군이다. 어대진(漁大津)은 항구로서 알려져있다.

## 지리
동해에 접하고 북쪽은 경성군, 남쪽은 명간군이다. 군의 대부분은 산악지대이고 많은 산들이 높이가 200m를 넘는다. 그러나 해안을 따라 좁은 평야가 존재한다. 군 면적의 85%가 산림이다. 가장 높은 산은 투구봉(2,334m)이다.
어대진 배후의 대지상에 있는 장연호는 경승지로서 알려져있다.

## 역사
일제강점기까지는 경성군의 어대진읍, 어랑면, 주남면, 주북면 지역으로, 1952년에 경성군에서 해당 4개 읍면을 분리하여 신설하였다.
어대진 부근은 예부터 좋은 어장이었고, 1920년대부터는 정어리 고기잡이의 일대 거점으로서 번창하였으며, 어유로부터 생성되는 유지 화학공업도 발전하며, 1940년에 어대진읍으로 승격하였다. 회유역의 변화 때문에 정어리의 어획량은 줄었지만, 현재까지도 수산업이 번성한다.

## 경제
지역 산업은 농업과 어업이 주를 이룬다. 함경북도의 주요 쌀 생산지이고 송이버섯도 재배된다.

## 교통

### 철도
- 평라선

### 공항
- 어랑비행장

## 행정 구역
1읍 1구 20리로 구성된다.
- 어랑읍 (漁郞邑)
- 어대진로동자구 (漁大津勞動者區)
- 회문리 (會文里)
- 룡평리 (龍坪里)
- 무계리 (武溪里)
- 량견리 (良見里)
- 수남리 (水南里)
- 지방리 (芝坊里)
- 팔경대리 (八景坮里)
- 봉강리 (鳳岡里)
- 이엄리 (二奄里)
- 소요리 (所要里)
- 부평리 (富坪里)
- 부암리 (富岩里)
- 룡전리 (龍田里)
- 이향리 (二鄕里)
- 삼향리 (三鄕里)
- 칠향리 (七鄕里)
- 화룡리 (花龍里)
- 룡연리 (龍淵里)
- 두남리 (斗南里)
- 운곡리 (雲谷里)

## 같이 보기
- 조선민주주의인민공화국의 지리
- 조선민주주의인민공화국의 행정 구역